# 황혼에서 새벽까지 3
《황혼에서 새벽까지 3》(영어: From Dusk Till Dawn 3: The Hangman's Daughter)는 미국에서 제작된 P. J. 페시 감독의 1999년 서부 공포 비디오 영화이다. 1996년 영화 《황혼에서 새벽까지》의 프리퀄이다. 마르코 레오나르디 등이 출연하였고, 마이클 S. 머피 등이 제작에 참여하였다. 1914년 판초 비야의 멕시코 혁명 활동을 참관하던 중 아무 흔적 없이 사라진 미국 작가 앰브로즈 비어스의 이후 행적을 허구적 상상력을 발휘하여 창작하였다.

## 줄거리
1913년 멕시코. 미국 작가 앰브로즈 비어스는 판초 비야에게 살해 당하는 악몽을 꾼다.
판초 비야의 혁명군에 들어가기로 결심한 비어스는 멕시코로 기독교 선교를 떠나는 존과 메리 뉼리 부부의 역마차에 올라탄다. 한편 지역 불한당 조니는 교수대에서 도망치면서 교수형 집행인 마우리시오의 19살 딸 에스메랄다를 납치한다. 이후 조니는 비어스가 탄 역마차를 상대로 강도짓을 시도하지만 별 소득 없이 놓아준다.
서로 얽혀있는 여러 인물들은 흡혈귀 사제 킥스틀라가 운영하는 여관 라 테티야 델 디아블로(티티 트위스터)에 우연히 전부 모이게 된다. 다 같이 흡혈귀 무리에게 쫓기는 가운데 에스메랄다가 마우리시오와 킥스틀라 사이에서 태어난 담피르 흡혈귀 공주라는 사실이 밝혀지는데...

## 출연
- 마르코 레오나르디 - 조니 머드리드 역
- 마이클 파크스 - 앰브로즈 비어스 역
- 테무에라 모리슨 - 마우리시오, 교수형 집행인 역
- 리베카 게이하트 - 메리 뉼리 역
- 아라 셀리 - 에스메랄다 / 산타니코 판데모니움 역
- 레니 로프틴 - 존 뉼리 역
- 소니아 브라가 - 킥스틀라 역
- 올랜도 존스 - 에즈라 테일러 역
- 대니 트레이호 - 찰리 "레이저 찰리" 역
- 조대나 스피로 - 캐서린 리스 역

## 기타 제작진
- 공동 제작: 엘리자베스 아베얀, 폴 롤리
- 배역: 마샤 슐먼
- 미술: 펠리페 페르난데스 델파소
- 의상: 로라 커닝햄